# 神山
神山（かみやま）は神奈川県足柄下郡箱根町にある標高1,438mの山で、箱根山の最高峰である。古くから神の山として崇められてきたことからこの名がついた。
箱根火山の中央火口丘の一つ。約3,000年前に山体西部を崩壊させ、堆積物がカルデラ内の川をせき止めて芦ノ湖を形成した。

## 歴史
『筥根山縁起并序』（建久2年（1191年）、箱根権現別当・行実編纂）によると、古代から箱根山に対する山岳信仰は盛んで、特に神山への信仰は篤く、神山を遥拝できる駒ケ岳の山頂を磐境として祭祀が行われていた。特に、孝昭天皇の時代に聖占（しょうせん）が駒ケ岳において神仙宮を開き、神山を神体山として祀ったことが、山岳信仰の隆盛に大きな影響を与えたとされる。駒ケ岳の山頂では現在も10月24日に御神火祭が行われており、古代における神山への祭祀の名残を示しているという。
天平宝字元年（757年）、万巻は箱根山に入り、神山や駒ケ岳で3年間修行の後、神託により箱根三所権現（箱根権現）を祀る堂宇（現・箱根神社）を建立したとされる。
2015年6月30日に箱根山の噴火警戒レベルが3に引き上げられた際に、神山も入山規制の対象となった。

## 登山
- 芦ノ湖の東岸に位置する山で、箱根駒ヶ岳ロープウェーを利用して箱根駒ヶ岳山頂から、行き1時間15分、帰り1時間20分[5]。
- 箱根ロープウェイの大涌谷駅からは、登り1時間20分、下り1時間[5]。

山頂は木々で覆われていて展望はない。

## 写真

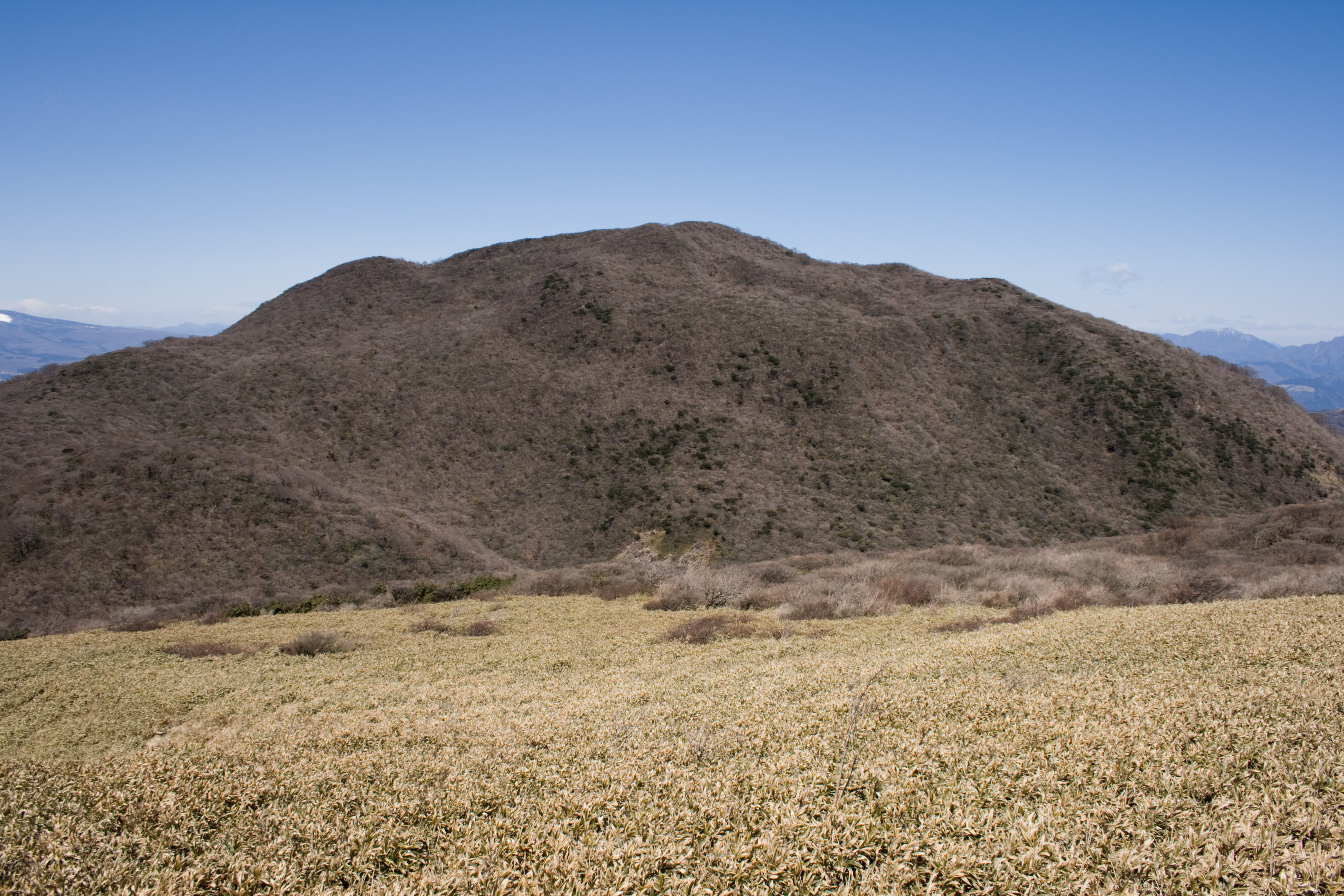
箱根駒ヶ岳から見た神山
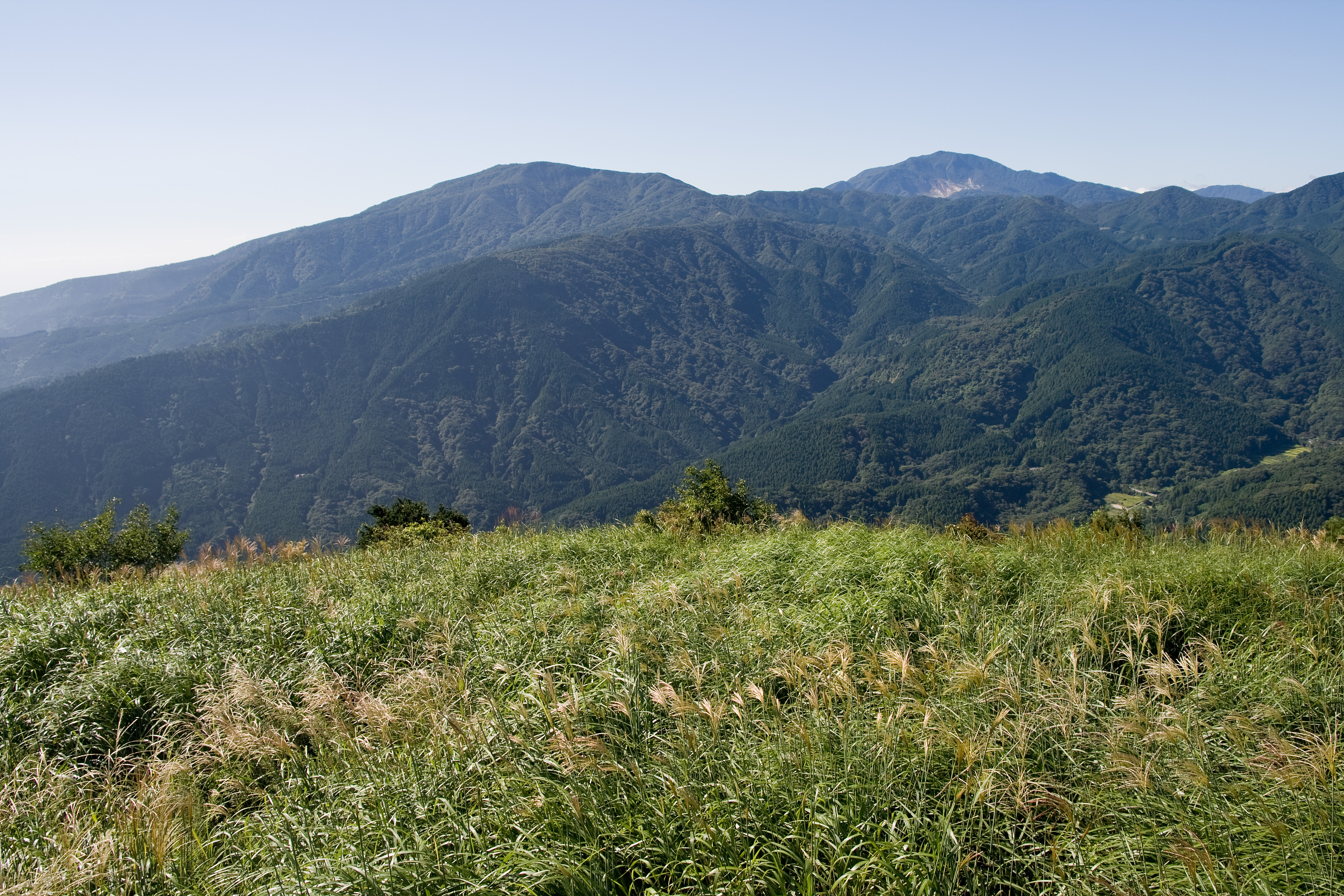
矢倉岳より明神ヶ岳（左）と神山（右奥）
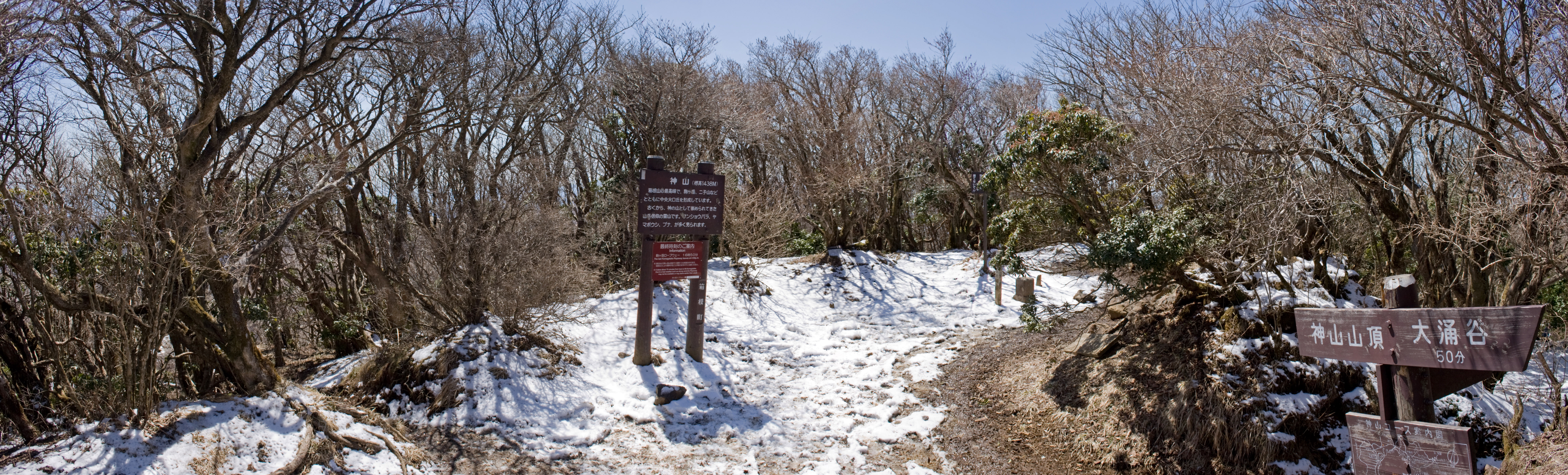
神山の山頂部